# François Gabriel Le Doux
François Gabriel Le Doux, także Ledoux (ur. 1754 w Paryżu, zm. 2 lutego 1823 w Warszawie) – francuski tancerz, nauczyciel tańca, baletmistrz i choreograf od 1782 r. związany z Polską, uznawany (wraz z Danielem Curzem) z jednego z ojców polskiego baletu.

## Tancerz Opery Paryskiej
Był w Paryżu uczniem Gaetana Vestrisa i w latach 1770–1782 jednym z tancerzy zespołu baletowego słynnego Théâtre de l’Académie Royale de Musique (tzn. Opery Paryskiej), gdzie występował w ówczesnych przedstawieniach tak sławnych ówczesnych baletmistrzów, jak wspomniany Vestris, Maximilien Gardel i legendarny Jean-Georges Noverre.

## Pierwsze lata w Polsce

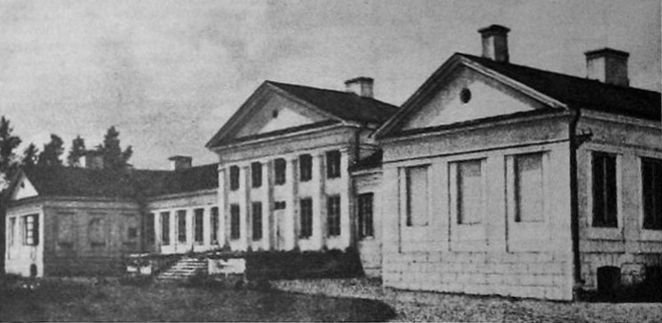
Pałac Tyzenhauzów w Postawach, gdzie Le Doux prowadził szkołę tańca w latach 1782-1785, stan z pocz. XX w.

W 1782 r. przybył do Polski na zaproszenie hrabiego Antoniego Tyzenhauza, który za poradą swojego dworskiego kapelmistrza Leona Sitańskiego polecił sprowadzić Le Doux do Polski i zatrudnić na stanowisku nauczyciela szkoły tańca, gdzie uczyły się dzieci chłopskie z litewskich dóbr Tyzenhauza. Le Doux zamieszkał wówczas i prowadził swoją działalność pedagogiczną w majątkach hrabiego w Postawach, a później także w Rzepichowie.
Zasłużony kronikarz tamtych lat, Antoni Magier (1762–1837), który znał osobiście baletmistrza Le Doux i poświęcił mu wiele ciepłych słów w swoich bezcennych zapiskach do wydanej wiele lat później jego Estetyki miasta stołecznego Warszawy, tak m.in. pisał o doświadczeniach francuskiego artysty (w oparciu o jego własne wspomnienia) z pierwszych lat pobytu w litewskich rejonach Rzeczypospolitej Obojga Narodów:
„Przyjechał do Grodna, [ale] wysłany był do Tyzenhauza do powiatu słonimskiego, gdzie biegły ów w swej sztuce nauczyciel poruczony miał sobie wybór 60ciu dzieci wiejskich, cokolwiek z natury ukształconych, które by obiecywać mogły do tej nauki zdatności. Ledoux, wesoły żywy paryżanin, z rozkosznej stolicy Francji, widzi się być nagle przeniesionym do tej niejako dla siebie pustyni, gdzie przy niebrakujących dla siebie wygodach przyszło mu atoli walczyć przeciwko ostrości mroźnego klimatu, nieznajomości języka, braku towarzystwa, a nadto (jak sam wyznawał) zostawać obok mieszkania ekonoma, gdzie często rozlegały się w niebo głosy karanych przez niego, nędznych tego kraju kmiotków. Po kilkokrotnym napominaniu okrutnika, raz zniecierpliwiony na te wrzaski, wpadł na ekonoma, wyrwał mu z rąk kańczug i grzbiet mu dobrze nim wybił. Przestrzeżony potem od Sitańskiego komisarza o złych skutkach tej porywczości, iż znieważył szlachcica, później doświadczył zemsty, gdy jadąc do sąsiedztwa sankami, w lesie został napadniętym i przy żwawej utarczce otrzymał ranę na twarzy w bliskości oka. Przeniesiony do innego domu, dokładał starania, aby w obowiązanym czasie mógł dobraną już szkołę doprowadzić do zamierzonego sobie celu. Skutek odpowiedział jego usiłowaniu” (wg K. W. Wójcickiego, cytującego bezpośrednio z rękopisu Magiera).

## Działalność w Warszawie
Zgodnie z ostatnią wolą zmarłego w 1785 Tyzenhauza jego spadkobiercy przekazali młodych baletników w ręce króla Stanisława Augusta Poniatowskiego, który latem 1785 r. sprowadził ich do Warszawy i uwolnił ich z poddaństwa pod warunkiem lojalnej służby dla dworu, a samego Le Doux mianował baletmistrzem królewskiego zespołu baletowego, zwanego odtąd Tancerzami Narodowymi Jego Królewskiej Mości. Odnośny akt został wydany przez króla 24 czerwca 1785 r. Już 15 sierpnia tego roku zespół zadebiutował na scenie warszawskiej w balecie Hylas i Sylwia i występował odtąd regularnie w publicznym Teatrze na placu Krasińskich oraz w prywatnej rezydencji królewskiej w Łazienkach. Był to pierwszy w Warszawie zespół baletowy złożony wyłącznie z polskich tancerzy, dlatego odtąd datuje się zwyczajowo historię polskiego baletu, choć tak naprawdę stałe zespoły baletowe funkcjonowały w Warszawie z inicjatywy Stanisława Augusta już od 1765 roku, tyle że złożone były dotąd z zagranicznych tancerzy.
Le Doux prowadził w Warszawie ożywioną działalność pedagogiczną i baletmistrzowską stale podnosząc umiejętności młodych tancerzy królewskiego baletu, wśród których wybijali się na pierwszy plan Michał Rymiński, Jerzy Waliński, Marianna Malińska, Dorota Sitańska. Działał także jako choreograf, tworząc w latach 1785–1789 ponad 30 przedstawień baletowych. Spośród nich na szczególną uwagę zasługuje balet Scytowie przez Minerwę zgromieni, wystawiany w Łazienkach latem 1787 r., inspirowany przez samego króla Stanisława Augusta, a będący alegorią ukazującą dobrodziejstwa przyniesione przez rządy Katarzyny II mieszkańcom Krymu. Był też Le Doux twórcą pierwszego dużego baletu pantomimicznego (tzn. dramatu baletowego) o tematyce narodowej pt. Wanda, królowa polska (także Królowa Wanda), osnutego na kanwie polskich dziejów bajecznych, a wykonanego po raz pierwszy 25 listopada 1788 r., w rocznicę koronacji Stanisława Augusta. W 1789 r. jego kontrakt królewski na prowadzenie baletu wygasł i nie został przedłużony, bo z zespołem pracował jednocześnie od 1786 r. inny utalentowany baletmistrz Daniel Curz, którego uznano na tym etapie za bardziej przydatnego. Le Doux pozostał jednak w Warszawie i udzielał prywatnych lekcji tańca, które cieszyły się dużym powodzeniem.
Spośród innych faktów z jego dalszego życia warto wspomnieć, że 19 kwietnia 1794 r. podpisał akcept do insurekcji kościuszkowskiej, a w swoim ówczesnym mieszkaniu w pałacu Dückerta założył lazaret dla rannych, który utrzymywał z własnych funduszy. Został także mianowany porucznikiem i jednym z 16 adiutantów municypalnych, którzy czuwali nad bezpieczeństwem króla.
W 1798 r. Le Doux wynajął sale redutowe w pałacu Radziwiłłowskim, gdzie urządzał zabawy i inne imprezy towarzyskie, na które mógł przyjść każdy po opłaceniu wstępu. Chętnie gromadzili się tam pospołu zarówno arystokraci i szlachta przyjezdna, jak i mieszczenie, a nawet zwykli lokaje. Le Doux ponoć mawiał z dumą: „Dwa są tylko salony w Warszawie, księcia Józefa i mój”. Za zgromadzone w ten sposób dochody otworzył w 1800 r. prywatną szkołę tańca, do której uczęszczało 36 dzieci. Już od 15 marca 1803 r. jego uczniowie występowali sporadycznie w niewielkich tańcach na scenie Teatru Narodowego na placu Krasińskich, a podpisana wkrótce umowa Le Doux z Wojciechem Bogusławskim zapewniła im już regularne występy dwa razy w tygodniu przy sztukach polskich zespołu aktorskiego. W 1804 r. młodzi tancerze Le Doux wystąpili także gościnnie w Gdańsku. Ich repertuar baletowy cieszył się dobrym odbiorem publiczności, lecz zespół borykał się niestety z problemami finansowymi i dlatego w marcu 1805 r. został ostatecznie rozwiązany. 
Le Doux powrócił wtedy do organizowania zabaw w salach redutowych i kasynach. Jak informował Wójcicki, Franciszek hrabia Skarbek w swoim pamiętniku (w rękopisie) pisał o nim: "Nauczyciel tańców Ledoux dając lekcje po pensjach umiał sobie tyle zjednać wziętości, że cała młodzież z pensji w Warszawie istniejących, płci obojej, przybywała na jego bale, wyłącznie dla niej przeznaczone. Tam się zawiązywały przedwczesne miłostki, z których wiele było pierwszym zawiązkiem małżeństw po wyjściu ze szkół zawieranych". Działo się to w latach Księstwa Warszawskiego. W maju 1817 Le Doux otworzył też szkołę tańców salonowych, do której uczęszczała liczna młodzież. W 1818 r. starał się jeszcze, bezskutecznie, o posadę tancmistrza na Uniwersytecie Warszawskim.

## Prace choreograficzne

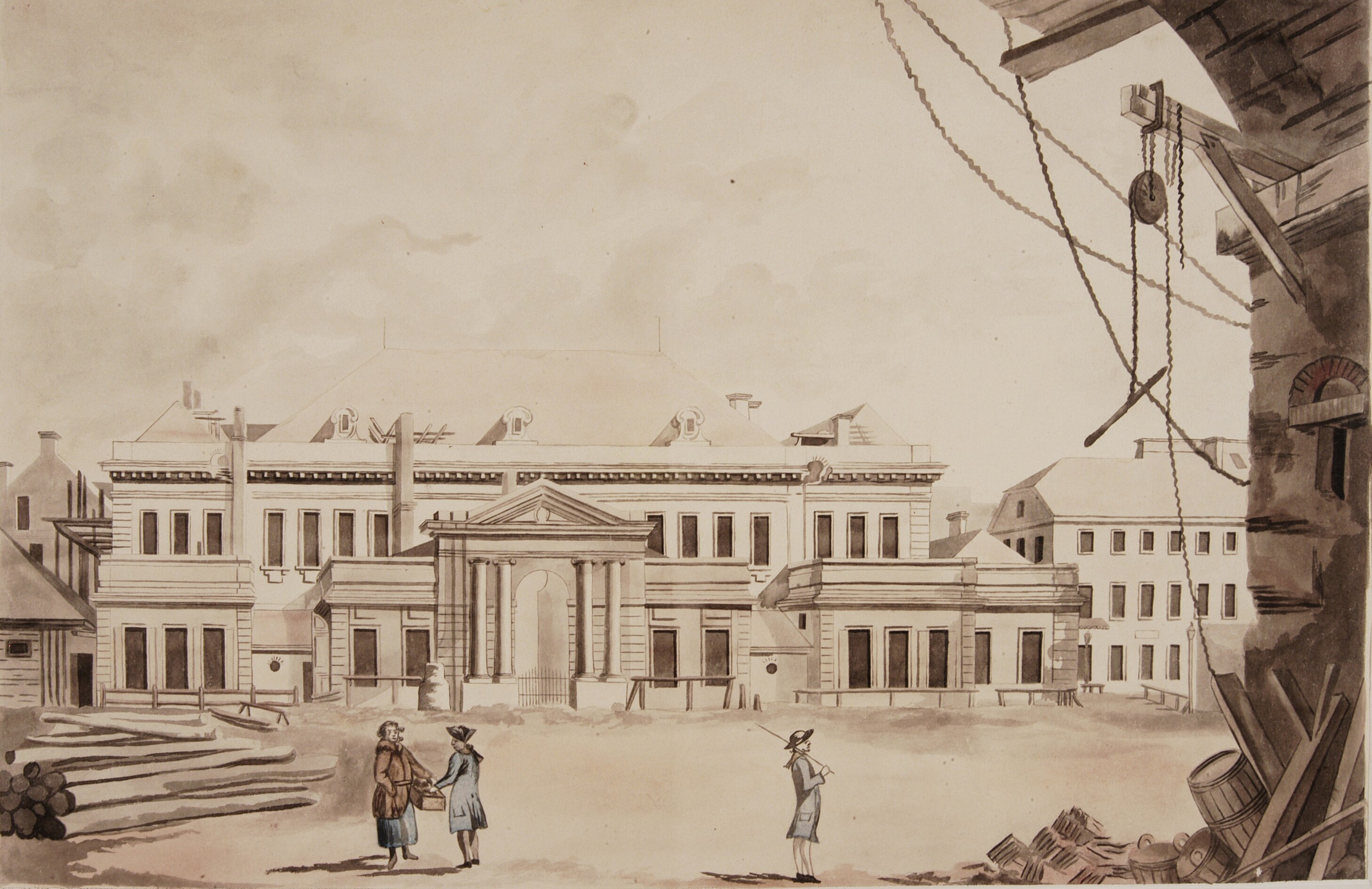
Teatr na placu Krasińskich w Warszawie, gdzie Le Doux prowadził zespół Tancerzy Narodowych Jego Królewskiej Mości i tworzył swoje balety, rysunek Zygmunta Vogla, ok. 1791

## Prace choreograficzne[3][4]

### Z Tancerzami Narodowymi Jego Królewskiej Mości[9]
- 1785: Hylas i Sylwia, muzyka François-Joseph Gossec
- 1785: Zgromadzenie sztuk
- 1785: Miłość każdemu wiekowi właściwa, muzyka Jan Stefani
- 1786: Dzwonek
- 1786: Mirza i Lindor, muzyka François-Joseph Gossec
- 1786: Anetka i Lubin
- 1786: Wybiegi miłosne
- 1786: Pan dobroczynny, muzyka Antoni Hart
- 1787: Nina, czyli Szalona z miłości, muzyka Antoni Hart
- 1787: Scytowie przez Minerwę zgromieni, muzyka Gaetano (Kajetan Majer)
- 1787: Inkle i Jaryka, czyli Bohaterka amerykańska, muzyka Antoni Hart
- 1787: Bastien i Bastienne
- 1788: Młoda Francuzka w seraju
- 1788: Dzień wieśniaczy
- 1788: Wanda, królowa polska (także Królowa Wanda)

### Z własnym zespołem baletowym[10]
- 1803: Zabawa wiejska
- 1803: Divertissement hiszpańskie
- 1803: Koniec żniwa
- 1803: Korsarze zrabowani
- 1803: Starożytności Herculanum
- 1803: Dezerter
- 1803: Święto winobrańców
- 1803: Sierota hiszpańska, muzyka Vicente Martín y Soler
- 1803: Podwieczorek Mirzy
- 1804: Kora i Alonzo, muzyka Giuseppe Antonio Capuzzi
- 1804: Zaślubiny góralów, muzyka Jan Stefani
- 1804: Serajowe zazdrości
- 1804: Figle miłości
- 1804: Rekrut
- 1804: Uczniowie Terpsychory
- 1805: Dziewica róży w Salencji
- 1805: Kozaki i Węgrzyny, muzyka Antoni Hart

## Życie prywatne

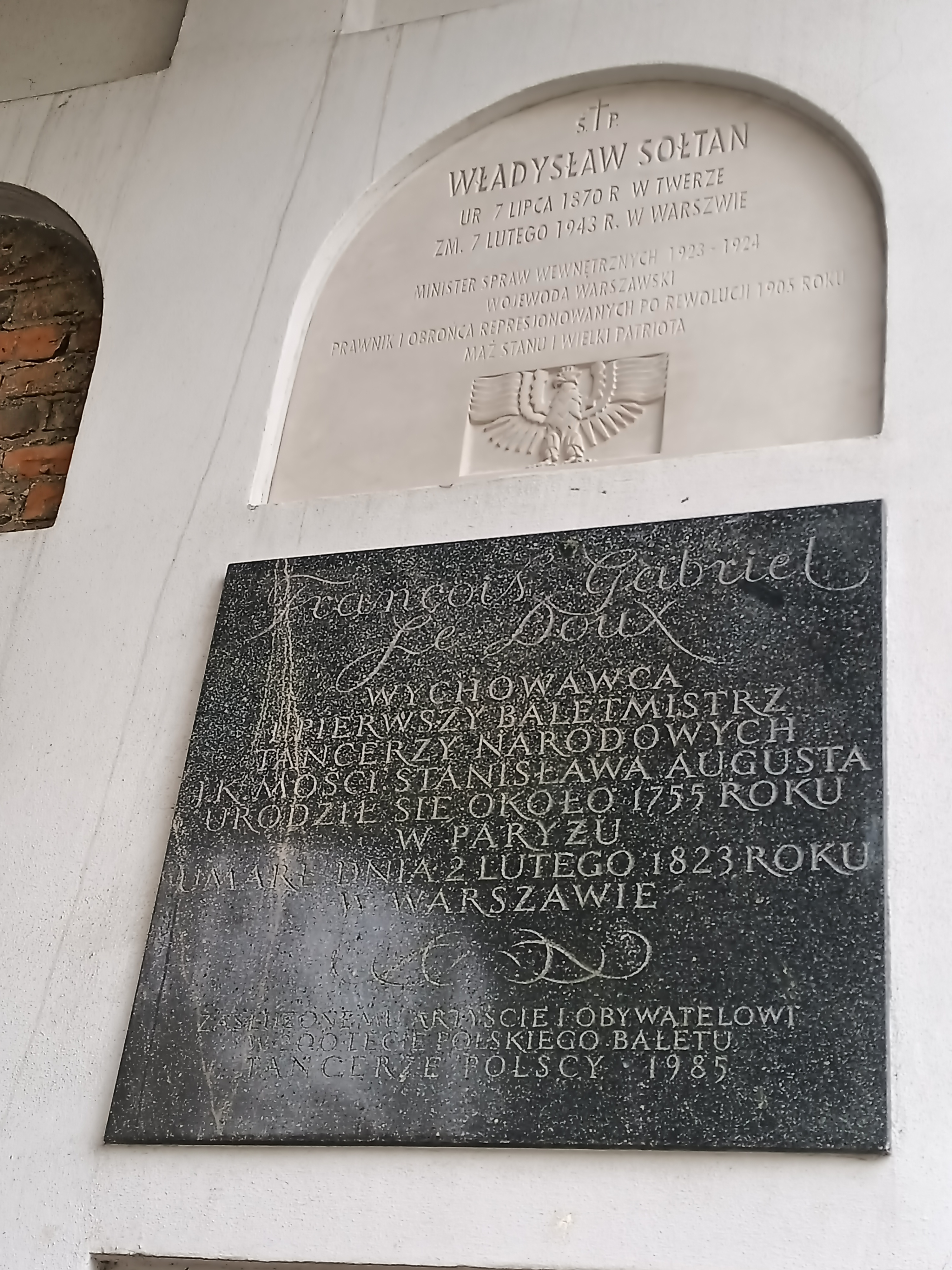
Symboliczna nisza François Gabriel Le Doux w kolumbarium na Starych Powązkach

Ok. 1790 r. Le Doux poślubił francuską modniarkę, właścicielkę cenionego magazynu strojów damskich w Warszawie, pannę Christine Cécile Geneviève Lex, z którą miał dwoje dzieci: Walentego Franciszka Tadeusza (1795–1851) i Cecylię Wandę, zamężną Stockmann (1799–1838), których wychował na Polaków. Artysta zmarł w Warszawie, w 69. roku życia, w dniu  2 lutego 1823 r. w swoim mieszkaniu w kamienicy przy ul. Długiej, ówczesny nr hip. 574. W nekrologu na łamach „Kuriera Warszawskiego” napisano, że „był to człowiek przyjacielski, ludzki, przyjemny w towarzystwie, troskliwy w wychowaniu dwojga pozostałych dzieci – syna i córki. Imię jego z wdzięcznością będzie wspominanym w kronice teatru polskiego”.  
Pochowany został na cmentarzu Powązkowskim w katakumbach "bez napisu". Jego symboliczną tablicę nagrobną (rząd 185-4), ufundowaną przez Ministerstwo Kultury i Sztuki, wmurowano tam dopiero 24 czerwca 1985 r. z inicjatywy organizatorów obchodzonego tego dnia jubileuszu 200-lecie polskiego baletu.